# Тернер (округ, Южная Дакота)
Округ Тернер (англ. Turner County) располагается в штате Южная Дакота, США. Официально образован в 1871 году. По состоянию на 2010 год, численность населения составляла 8347 человека.

## География
По данным Бюро переписи США, общая площадь округа равняется 1598,032 км2, из которых 1598,032 км2 суша и 0,600 км2 или 0,1 % это водоёмы.

## Население
По данным переписи населения 2000 года в округе проживает 8 849 жителей в составе 3 510 домашних хозяйств и 2 478 семей. Плотность населения составляет 6,00 человек на км2. На территории округа насчитывается 3 852 жилых строений, при плотности застройки около 2,00-х строений на км2. Расовый состав населения: белые — 98,86 %, афроамериканцы — 0,15 %, коренные американцы (индейцы) — 0,27 %, азиаты — 0,17 %, гавайцы — 0,00 %, представители других рас — 0,12 %, представители двух или более рас — 0,43 %. Испаноязычные составляли 0,41 % населения независимо от расы.
В составе 31,60 % из общего числа домашних хозяйств проживают дети в возрасте до 18 лет, 61,90 % домашних хозяйств представляют собой супружеские пары проживающие вместе, 5,60 % домашних хозяйств представляют собой одиноких женщин без супруга, 29,40 % домашних хозяйств не имеют отношения к семьям, 26,50 % домашних хозяйств состоят из одного человека, 14,80 % домашних хозяйств состоят из престарелых (65 лет и старше), проживающих в одиночестве. Средний размер домашнего хозяйства составляет 2,46 человека, и средний размер семьи 2,99 человека.
Возрастной состав округа: 25,80 % моложе 18 лет, 6,20 % от 18 до 24, 24,80 % от 25 до 44, 22,80 % от 45 до 64 и 22,80 % от 65 и старше. Средний возраст жителя округа 40 лет. На каждые 100 женщин приходится 97,20 мужчин. На каждые 100 женщин старше 18 лет приходится 93,90 мужчин.
Средний доход на домохозяйство в округе составлял 36 059 USD, на семью — 42 704 USD. Среднестатистический заработок мужчины был 28 833 USD против 20 075 USD для женщины. Доход на душу населения составлял 17 343 USD. Около 5,70 % семей и 7,20 % общего населения находились ниже черты бедности, в том числе — 6,30 % молодежи (тех, кому ещё не исполнилось 18 лет) и 11,30 % тех, кому было уже больше 65 лет.